# Холодовский, Юрий Иванович
Юрий Иванович Холодовский (1881—1916) — герой Первой мировой войны; штабс-капитан, Георгиевский кавалер.

## Биография
Родился 23 октября (4 ноября) 1881 года. -
В 1907 году окончил Павловское военное училище. На 1 января 1909 года — подпоручик лейб-гвардии Преображенского полка. В 1913 году поступил в Николаевскую военную академию, в следующим году был переведён на старший курс академии. В связи с началом Первой мировой войны и объявлением мобилизации, окончил старший класс 1-й очереди ускоренных курсов академии и был откомандирован в свой полк.
Высочайшим приказом от 5.02.1916 г. был награждён орденом Св. Георгия IV класса. Был убит (исключён из списков 7.09.1916 г.) в сражении в Корытницком лесу (Волынская губерния) близ деревни Свинюхи под Луцком; погребён на кладбище Александро-Невской лавры.